# Franz Martin Hämmerle

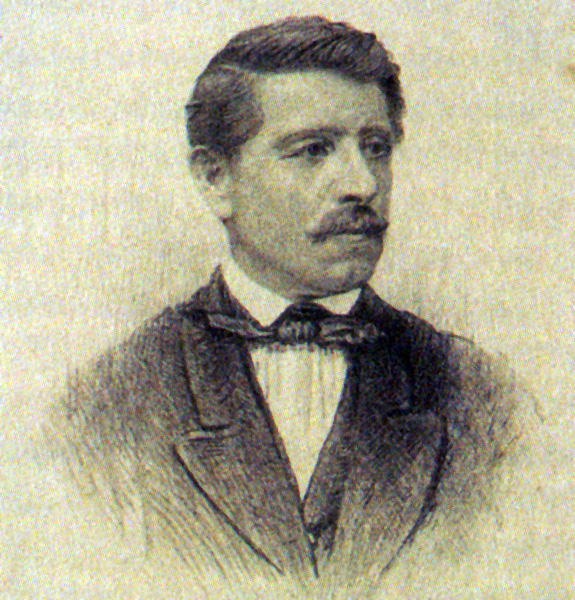
Franz Martin Hämmerle gründete die Textilfabrik in Dornbirn Steinebach.

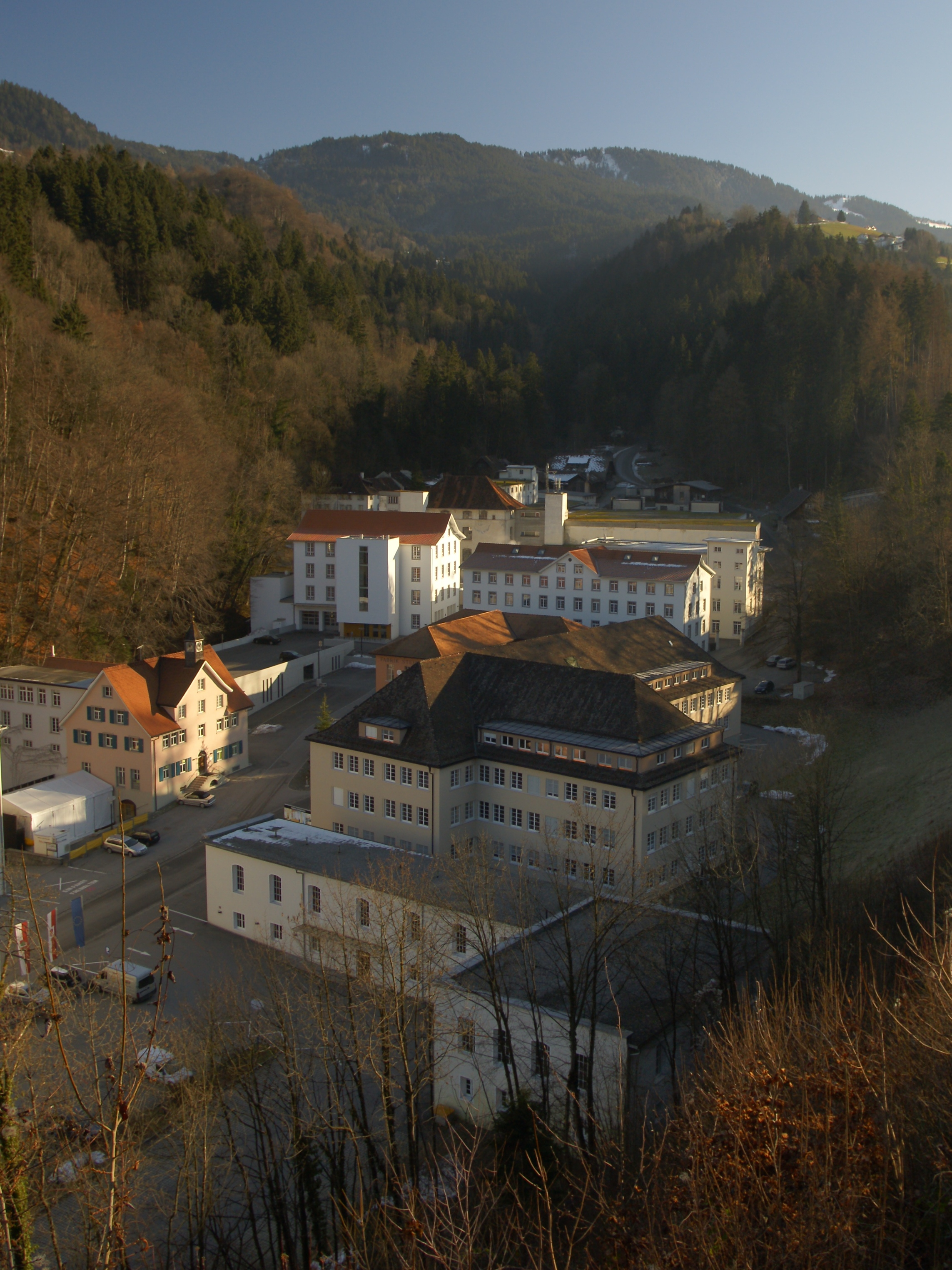
Im Betriebsgelände Steinebach werden heute keine Textilien mehr produziert. F. M. Hämmerle meldete 2008 Konkurs an.

Franz Martin Hämmerle (* 22. Januar 1815 in Dornbirn; † 14. Februar 1878 ebenda) war ein österreichischer Textilunternehmer. Er begründete das Unternehmen F. M. Hämmerle. Der Betrieb war Mitte der 1980er-Jahre Österreichs größtes Textilunternehmen.

## Leben
Franz Martin Hämmerle stammte aus einfachen Verhältnissen, hatte jedoch gute Ausgangsbedingungen. Sein Großvater väterlicherseits war Lehrer, Organist, Gemeindekassier und Verleger. Hämmerles Mutter war Maria Viktoria Rhomberg (1790–1824), die Tochter des Hirschenwirts und Dornbirner Ammanns Franz Maria Rhomberg (1741–1812).
Da eine geplante Uhrmacherlehre nicht finanziert werden konnte, arbeitete er beim Dornbirner Weber und Bleicher Johann Baptist Salzmann. Dort gewann er auch Erfahrung in der Textilindustrie sowie in Kanzleitätigkeiten. 1836 heiratete er seine erste Gattin Katharina Rhomberg, die Tochter eines Ammann-Stellvertreters. Ihre Mitgift ermöglichte ihm den Weg in die Selbstständigkeit. Hämmerle verkaufte anfangs bunte Tücher beim Wochenmarkt in Bregenz und anderen Märkten. Das Geschäft florierte, bald beschäftigte er 20 bis 30 Handweber.
1846 ließ er in Dornbirn Steinebach eine Garn- und Stückfärberei einrichten. Um sich die in der Textilverarbeitung besonders wichtige Wasserkraft zu sichern, kaufte er in den folgenden Jahren fast den ganzen Steinebach auf.
Das Unternehmen expandierte rasch. Franz Martin Hämmerle erwarb 1855 die Buntweberei im Weppach und ließ zwischen 1862 und 1864 eine Spinnerei in Dornbirn Gütle bauen. In diesen Fabriken konnte alle Schritte der Textilproduktion vorgenommen werden; vom Spinnen der rohen Baumwolle bis zum fertig gefärbten Stoff.
Franz Martin Hämmerle war drei Mal verheiratet. 1845 nach dem Tod seiner ersten Ehefrau Katharina Rhomberg heiratete er Maria (1820–1850) und 1851 deren Schwester Benedikta, beide Töchter des Dornbirner Landgerichtsvorstehers Johann Kaspar Ratz. Als Franz Martin Hämmerle im 64. Lebensjahr starb, war sein Betrieb mit 600 Arbeitern bereits zum Großunternehmen angewachsen. Seine Söhne Otto Hämmerle (1846–1916) aus der zweiten Ehe und aus der dritten Ehe Viktor (1855–1946), Theodor (1859–1930) und Guntram Hämmerle (1862–1923) bauten den Betrieb weiter aus.